# 張敬詢
张敬询（9世纪？—933年10月25日），唐朝末年至五代十国后唐将领，胜州金河县（今内蒙古自治区和林格尔县土城子）人。
张敬询世代为振武军牙校。祖父张仲阮，担任胜州刺史，父亲张汉环事李克用为牙将。张敬询在李克用时，专掌甲坊十五年，以称职闻名。他的女儿为李克用子李存霸之妻。李存勖即位，以张敬询为沁州刺史，任满，再为甲坊使。李存勖经略山东，张敬询从军，历任博州、泽州、慈州、隰州四州刺史。同光末年，授耀州团练使。郭崇韬征前蜀，因张敬询善督租赋，表奏为利州留后。唐明宗即位，授利州昭武军节度使。天成二年（927年），还京师，再授大同节度使，至大同，招抚室韦万余帐。天成四年（929年），征为左骁卫上将军。次年，授滑州义成军节度使。以黄河连年溢堤，于是从酸枣县界至濮州，加宽堤防一丈五尺，东西二百里。长兴三年（932年），任满归京，长兴四年十月丁未（933年10月25日），去世。明宗辍视朝一日。